# Riley 1.5
La 1.5 è un'autovettura mid-size prodotta dalla Riley dal 1957 al 1965. Quasi identica al modello, era la Wolseley 1500.

## Storia

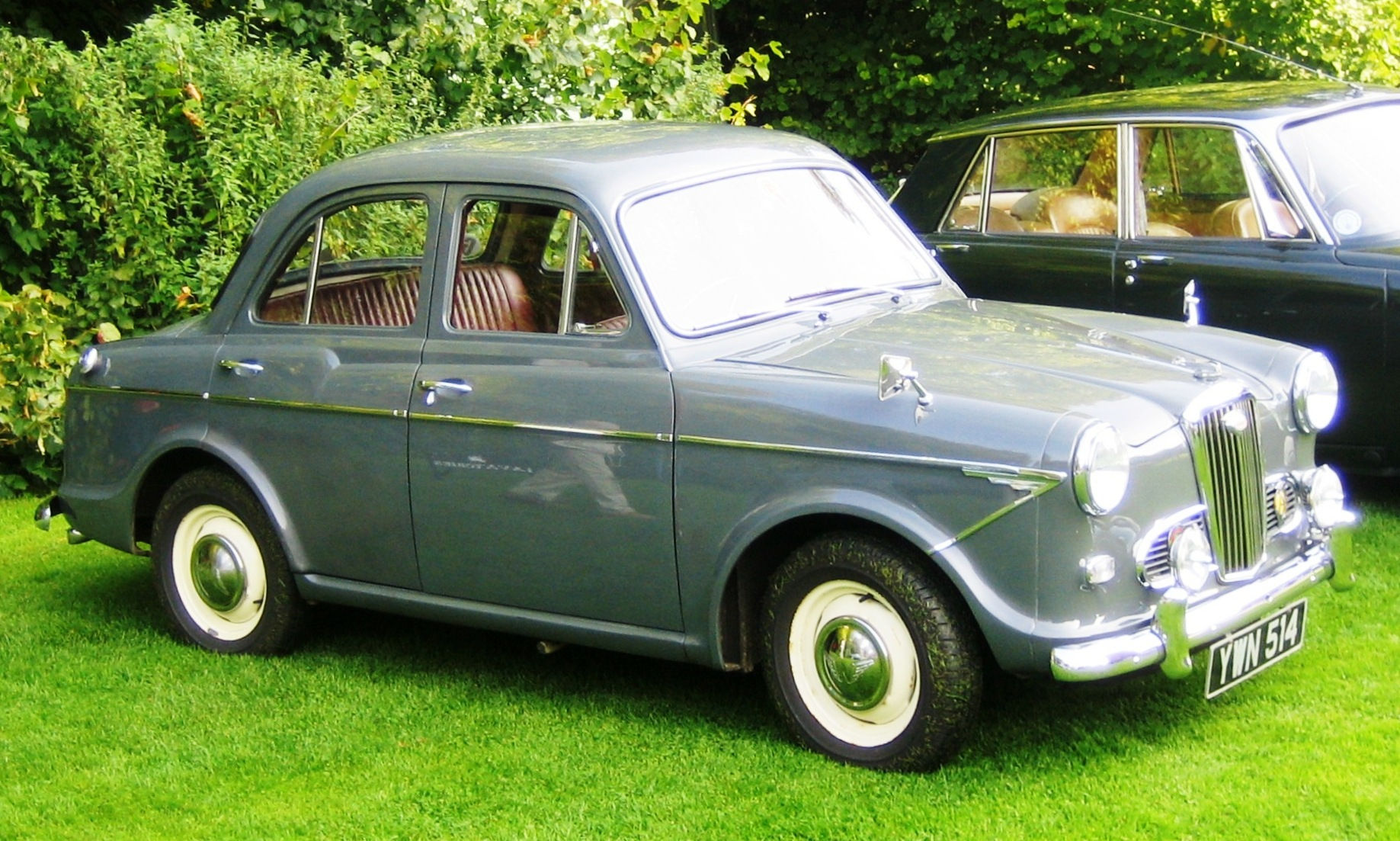
Una Wolseley 1500 berlina del 1961

Entrambe le vetture erano basate sulla Morris Minor, con cui condividevano il pavimento, le sospensioni e lo sterzo. Rispetto al modello citato, avevano installato un motore più grande, per la precisione un quattro cilindri in linea da 1489 cm³ di cilindrata. Il cambio montato era l'MG Magnette. Lanciati nel 1957, i due modelli si distinguevano dalle potenze erogate dai motori, che differivano di 20 CV. Il modello Riley aveva installato un carburatore doppio corpo che permetteva al motore di erogare una potenza superiore, 68 CV. La Wolseley fu introdotta nell'aprile del 1957, mentre la Riley fu presentata nel novembre dello stesso anno, subito dopo il salone dell'automobile di Londra.
La seconda serie fu lanciata nel maggio del 1960. Vennero rivisti la linea e gli interni. La Wolseley, nell'ottobre 1961, lanciò la terza serie. In questo caso vennero aggiornate la calandra e le luci posteriori.
Nell'ottobre del 1962 il modello ebbe in dotazione un più robusto albero motore e dei nuovi supporti di banco. Il motore era più largo ed aveva una cilindrata di 1.622 cm³. Era anche installato sulla Austin A60 Cambridge e sulla Austin A40 Farina. A differenza delle Farina, comunque, la Wolseley 1500 e la Riley 1.5 conservarono anche il motore da 1.489 cm³.
I due modelli vennero offerti con un solo tipo di carrozzeria, berlina quattro porte. Il cambio era manuale a quattro rapporti, con le tre marce più alte sincronizzate.
La produzione terminò nel 1965 dopo 39.568 esemplari di Riley e 103.394 esemplari di Wolseley.

## Differenze tra i due modelli

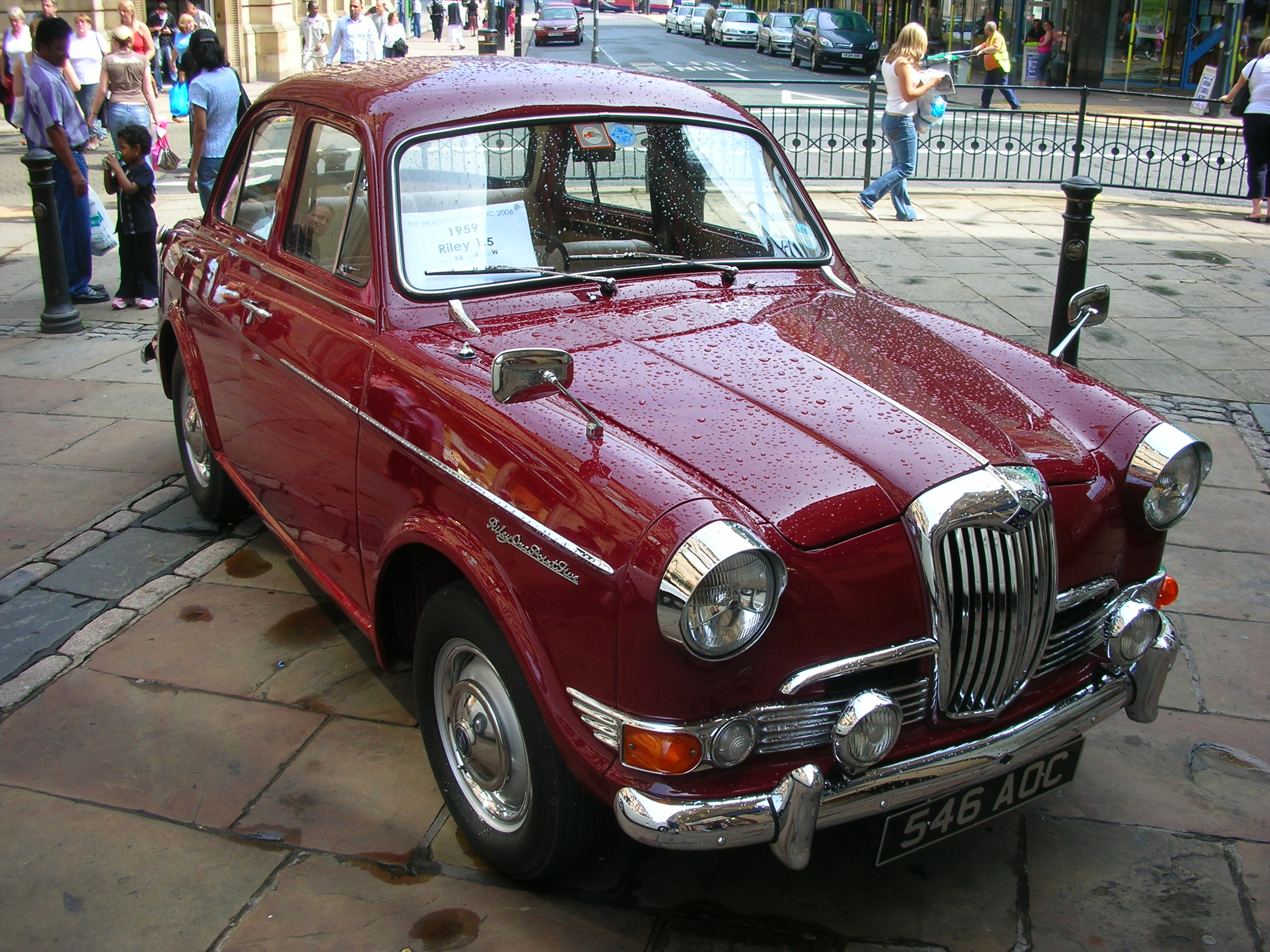
Una Riley 1.5 del 1959

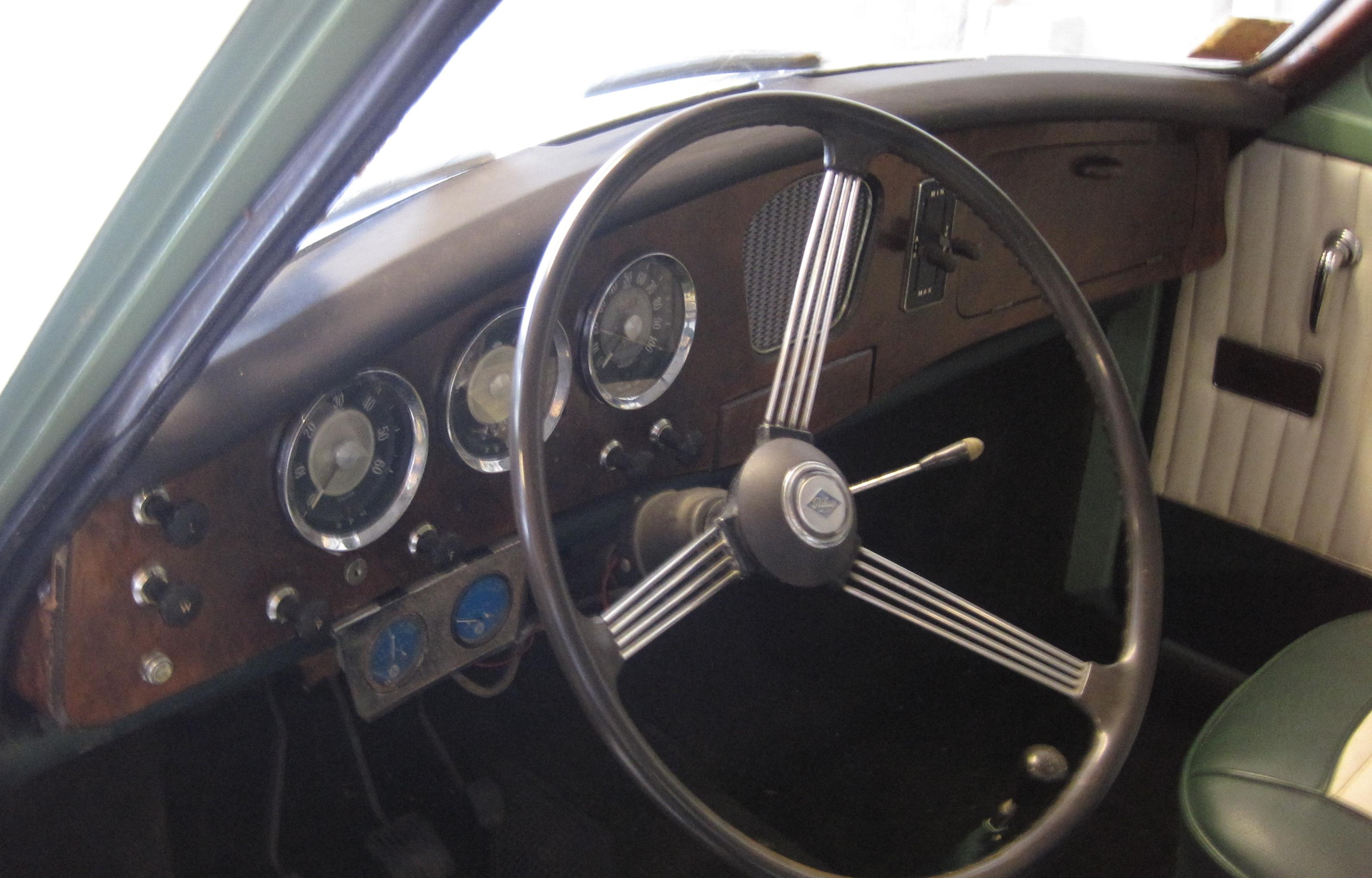
Il cruscotto di una Riley 1.5 LHD

La 1.5 e la 1500 erano diverse sotto molto punti di vista:
- Motore: la Riley possedeva un motore con carburatore doppio corpo SU H4, mentre la Wolseley aveva installato un carburatore monocorpo;
- La linea: la parte anteriore era abbastanza simile per entrambe le vetture, ma erano presenti alcune differenze. Inoltre, l'inserto in acciaio lungo le fiancate era diverso;
- Cruscotto: entrambe le vetture ebbero in dotazione un cruscotto in legno. Mentre quello della Riley aveva una strumentazione completa (tachimetro, contagiri e spie per la temperatura, l'olio ed il carburante) posizionata di fronte al guidatore, il cruscotto della Wolseley non era dotata del contagiri, ed aveva gli strumenti posizionati al centro del cruscotto;
- Freni: la Riley era equipaggiata da freni Girling, mentre la Wolseley possedeva un impianto frenante Lockheed.

## Le prestazioni
Nel 1957 la rivista specializzata The Motor provò una Wolseley 1500, Fu registrata una velocità massima di 123,4 km/h ed un'accelerazione da 0 a 97 km/h di 24,8 secondi. Il consumo di carburante fu di 7,72 L/100 km. Il modello utilizzato nel test costava 253 sterline.

## La produzione in Australia
Nel 1958, la British Motor Corporation australiana ha prodotto la Wolseley 1500 nel continente oceanico. Fu assemblata insieme alla Morris Major ed all'Austin Lancer. La Major e la Lancer erano però meno lussuose della Wolseley. La 1500, in Australia, fu tolta dal mercato nel 1959 e venne sostituita dalla seconda serie della Major e la Lancer.

## L'esportazione in Nordamerica
La prima serie della Riley 1.5 fu esportata in Nordamerica nel 1959. Fu un tentativo della British Motor Corporation di capitalizzare la crescente domanda, da parte dei clienti nordamericani, di veicoli importati. Il tentativo non fu un successo, ed un certo numero di esemplari furono acquistati successivamente dai collezionisti.